# Arnora
Arnora is een plaats in het district Doda van het Indiase unieterritorium Jammu en Kasjmir.

## Demografie
Volgens de volkstelling uit 2011 heeft Arnora een populatie van 4.519, waarvan 2.846 mannen en 1.673 vrouwen. Onder hen waren 476 kinderen met een leeftijd tussen de 0 en 6 jaar. De plaats had in 2011 een alfabetiseringsgraad van 84,74%. Onder mannen bedroeg dit 92,88% en onder vrouwen 70,06%.